# 8. tisíciletí př. n. l.
Na přelomu 9. tisíciletí a 8. tisíciletí př. n. l. začíná ve střední a západní Evropě období mezolitu. V oblasti Blízkého východu však začíná období neolitu. Jericho, které je pokládáno za první město, čítalo asi 1500 obyvatel mělo první známé kamenné městské hradby. Jako stavební materiál se využívaly cihly vyrobené z bláta. Zemědělství již bylo na poměrně vysoké úrovni, ve velkém se pěstovala pšenice, ječmen, len a fíky, chovaly se ovce a kozy.
Na pomezí 8. a 7. tisíciletí př. n. l. vznikají v Řecku a na jeho ostrovech první osady. Lidé, kteří zde žili, se živili jako zemědělci a pastýři, z nichž se pak stanou obchodníci a později začnou vznikat první řecké civilizace tzv. Egejské civilizace (Helladská, Kykladská, Minojská, Mykénská a Kyperská).